# Plusiodonta amado
Plusiodonta amado är en fjärilsart som beskrevs av Barnes 1907. Plusiodonta amado ingår i släktet Plusiodonta och familjen nattflyn. Inga underarter finns listade i Catalogue of Life.